# 梅川昭美
梅川昭美（日语：／，1948年3月1日—1979年1月28日）是日本的連環殺手，出生於廣島縣佐伯郡小方村（現大竹市）。他是大竹市強盗殺人事件和三菱銀行人質事件的主謀。在三菱銀行人質事件中，他被大阪府警方擊斃。